# Saint-Denis (Saskatchewan)
Pour les articles homonymes, voir Saint-Denis.
Saint-Denis est un hameau francophone de la Saskatchewan (province occidentale du Canada). St-Denis est placé dans une pittoresque région onduleuse sur la frontière des buttes Minichinas. Situé presque idéalement au centre des communautés francophones de la Saskatchewan, 40 kilomètres à l'est de Saskatoon, 260 km au nord de Régina et 150 km au sud de Prince Albert.
Fondé depuis 1910, St-Denis fait partie de l'union de La Trinité avec Prud'homme et Vonda.
Depuis les années 80, c’est à St-Denis que se trouve le centre communautaire fransaskois de la Trinité. Cette communauté, tout comme l’ensemble du district, a engendré de nombreux chefs de file dans la communauté fransaskoise qui depuis longtemps sont des piliers de la communauté. Leur engagement contribue encore aujourd’hui au développement de la francophonie saskatchewanaise.

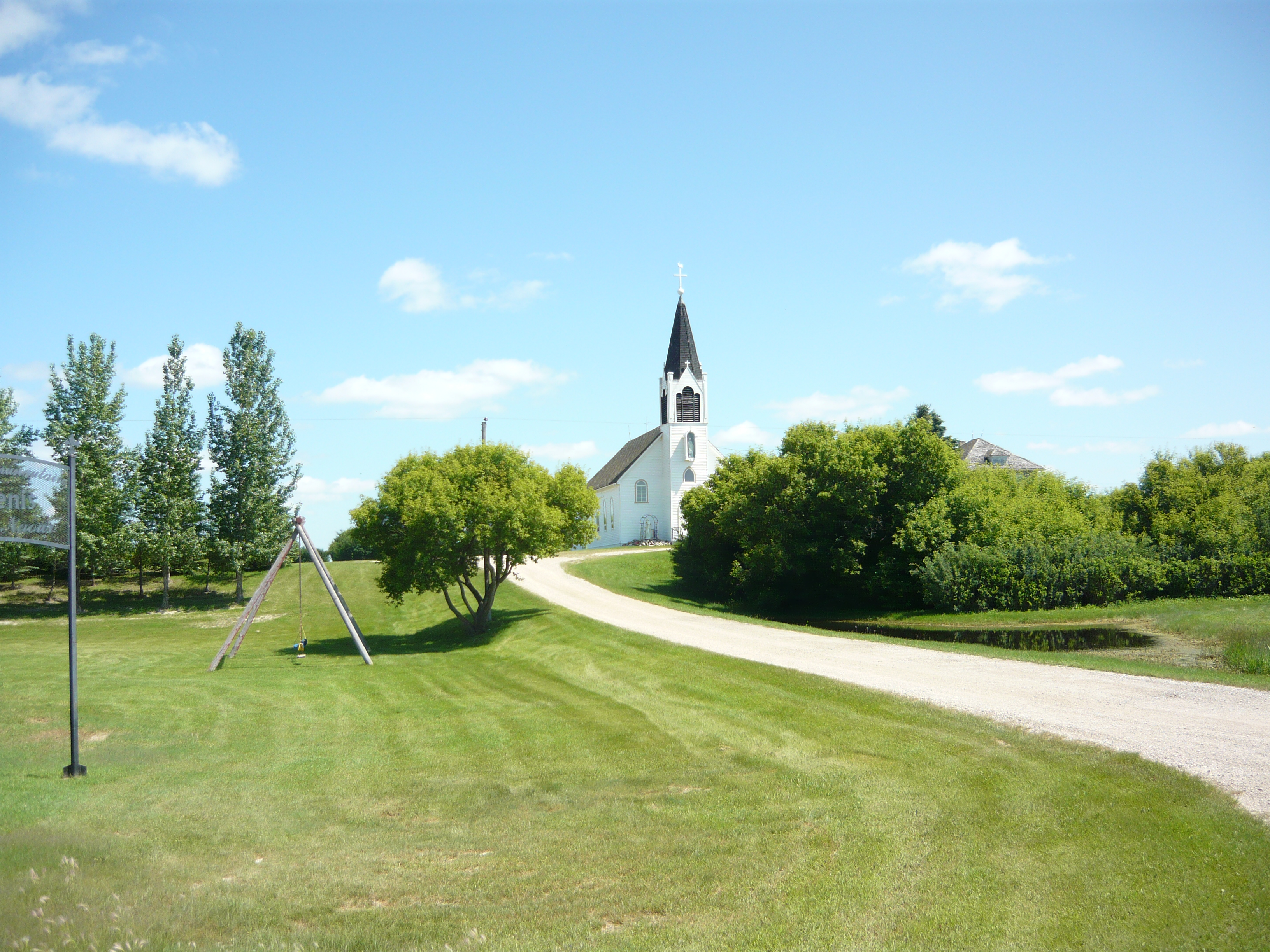
L'église de St. Denis

## Démographie
Selon le recensement effectué par Statistique Canada en 2006 :
- population : Environ 30 hab. (au village) et une centaine sur les fermes (2006)
- terre : Plaines et collines
- la densité de population : information à venir
- âge médian :
- résidences privées : environ 15 au village et une cinquantaine sur les fermes

## Éducation
L'École Providence - Pré-maternelle à 12

## Villes proches
Les villages qui sont près de St-Denis incluent Vonda, Prud'homme, Cudworth, Clavet (en) et Bruno.

## Site Web
Site Web de l'Association communautaire fransaskoise de la Trinité
trinite.fransaskois.net

## Média

### Média francophones
- 97.7 CBKF-FM Radio-Canada la Première Chaîne
- 13 CBKFT Radio-Canada télévision

#### Radio
- 860 AM CBKF

#### Télévision
- 2 CBKF Radio-Canada

#### Journaux
- l'Eau vive, hebdo

## Attractions touristiques
- Champêtre county